# Lorenzo Sala
Lorenzo Sala (auch: Sale; de Sale; di Sale) (* um 1670 in Roveredo; † nach 1716 ebenda ?) war ein Schweizer Architekt in der Barockzeit, der in Deutschland tätig war.

## Leben
Die Lebensdaten sind unbekannt bzw. ungewiss. Er stammte aus Roveredo im Kanton Graubünden. Seine Bautätigkeit ist von 1700 bis 1717 in der Markgrafschaft Baden-Baden in Rastatt nachgewiesen. Hier wirkte er unter dem Schlossbaumeister Domenico Egidio Rossi. Er war verheiratet mit einer Maria Magdalena, die ihm am 23. Juni 1701 einen Sohn Simon Andreas gebar. 1707 entließ Markgräfin Franziska Sibylla Augusta (1675–1733) von Baden-Baden Rossi, ernannte aber nicht Sala, sondern einen jungen Landsmann, den Böhmen Johann Michael Ludwig Rohrer zum Hofbaumeister und damit Nachfolger Rossis. Vermutet wird, dass Sala identisch ist mit dem „magister Laurentius Sala“ (magister steht in der Barockzeit auch für „Baumeister“), der 1716 im ungarischen „Petro Varadini“ starb.
Soweit die 1709/10 in Eckersmühlen in der Markgrafschaft Brandenburg-Ansbach erbaute Evangelisch-Lutherische Dreifaltigkeitskirche mit ihm in Verbindung gebracht wird, liegt wohl eine Namensverwechslung mit Lorenzo Salle, dem Parlier des eichstättisch-fürstbischöflichen Baudirektors Gabriel de Gabrieli vor.

## Werke

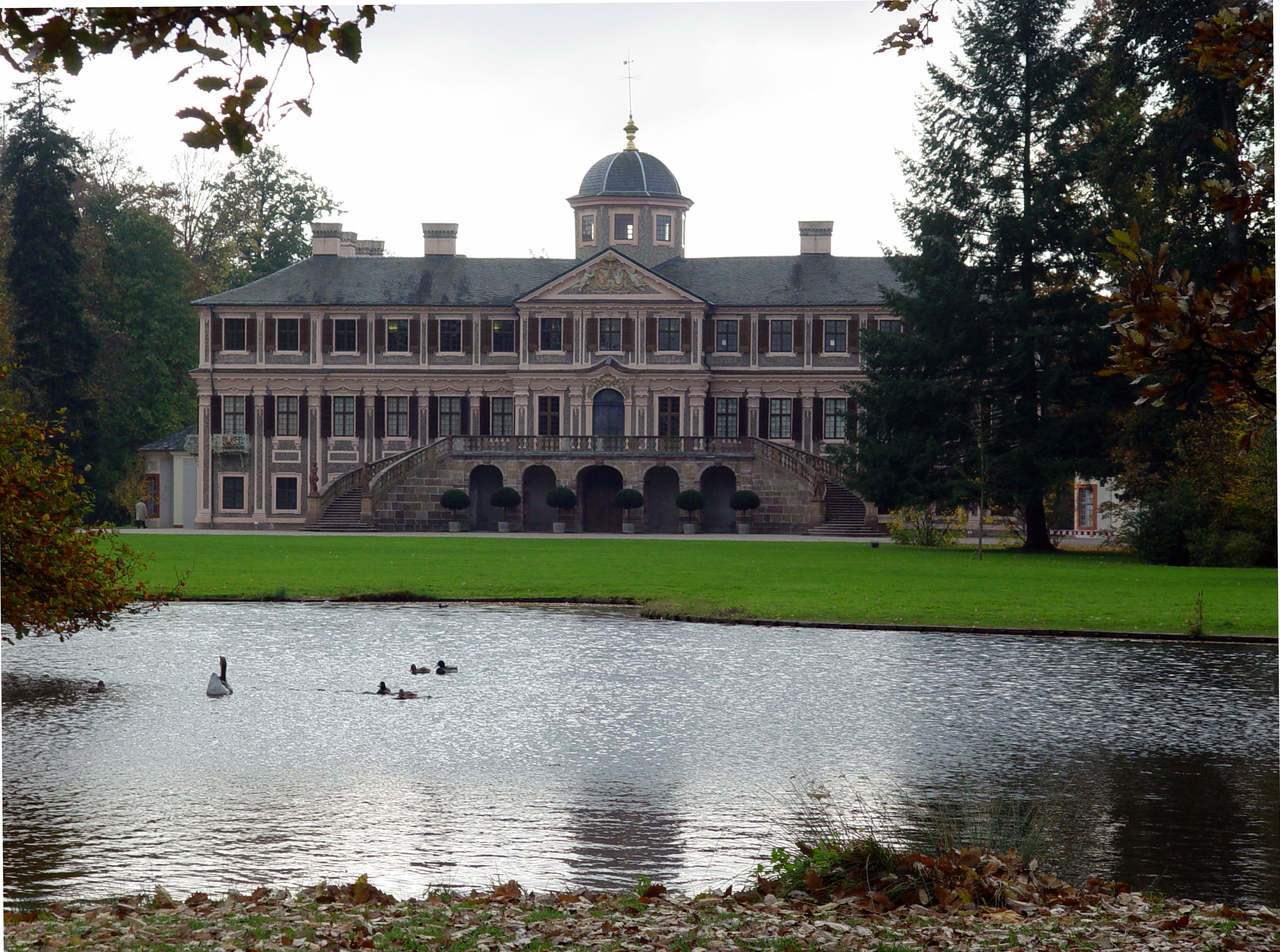
Schloss Favorite

- 1699–1711: Rastatt, Schloss Favorite, 2. Architekt (Oberpalier) unter Johann Michael Ludwig Rohrer
- 1702–1717: Rastatt, Franziskanerkloster nach Plänen von D. E. Rossi, nach 1707 selbständige Bauleitung
- 1702–1714: Kirche „Unbefleckte Empfängnis“ des Franziskanerklosters nach Plänen von D. E. Rossi, weitgehend selbständige Bauleitung; ab 1707 Planänderungen durch Sala (seit 1807 Evangelische Stadtkirche)